# Бакланов, Анатолий Васильевич
Анатолий Васильевич Бакланов (1 сентября 1923, Войбокало, Петроградская губерния — 30 мая 1995, Павлодар) — советский рабочий, Герой Социалистического Труда (1971). Участник Великой Отечественной войны.

## Биография
Родился на станции Войбокало Мгинского района Ленинградской области. После окончания Волховского железнодорожного училища работал слесарем на лесопильном заводе.
Дата поступления на службу: 18.02.1942. Старший лейтенант интендантской службы. Награждён орденом Красной Звезды. Дата окончания службы: 04.06.1946. После возвращения с фронта служил в органах МВД. Дата окончания службы: 26.07.1953.
В 1953—1965 годах работал спекальщиком на Тихвинском глиноземном заводе Ленинградской области. В 1965—1979 спекальщик, старший спекальщик, бригадир спекальщиков Павлодарского алюминиевого завода.
Герой Социалистического Труда (30.03.1971). Почётный гражданин Павлодара (1977).
С 1979 года на пенсии. Посмертно Капитан.

## Награды
Герой Социалистического Труда (30.03.1971)
Орден Ленина 
Орден Красной Звезды (16.04.1944)
Медаль «За победу над Германией в Великой Отечественной войне 1941—1945 гг.»